# Elio Gandolfi
Elio Gandolfi (Argenta, 26 giugno 1951) è un cantante italiano attivo negli anni sessanta.
Nasce a Traghetto, frazione del comune di Argenta (Ferrara) ai confini con la provincia di Bologna.
Agli esordi viene accostato a Gianni Morandi, non tanto per lo stile canoro (profondamente diverso), quanto per una vaga rassomiglianza e la giovane età, dato che a soli 16 anni vince il Festival di Castrocaro 1967 assieme all'altrettanto giovane Giusy Romeo (poi nota con lo pseudonimo di Giuni Russo).
Acquisisce così il diritto di partecipare al Festival di Sanremo 1968, dove interpreta La vita in abbinamento con Shirley Bassey. Nello stesso anno prende parte al Cantagiro nel Girone B, con il brano Un anno di più, classificandosi al terzo posto. Nello stesso anno partecipa a varie puntate della trasmissione Settevoci.
Partecipa quale ospite a diverse trasmissioni televisive e radiofoniche presentando brani quali Non c'è nessuno che mi vuol bene (Mino Reitano) e I giorni tuoi le notti mie (Ennio Morricone), colonna sonora rimasta inedita della trasmissione televisiva Giovanni ed Elviruccia con Paolo Panelli e Bice Valori.
Nel 1969 ritorna al Festival di Sanremo proponendo Il sole è tramontato in coppia con Checco Marsella, venendo nuovamente escluso dalla serata finale.
Nel 1972 tiene a battesimo le prime puntate di Canzoni in transito, un programma radiofonico fra i più fortunati dell'epoca di Radio Capodistria, ideandolo e conducendolo assieme a Ruggero Po.
La sua evoluzione artistica lo porta ad esercitare attività nell'ambiente teatrale divenendo "Artista del Coro" presso il Teatro Comunale di Bologna.
Affermatosi nei concorsi: "Voci liriche italiane" sotto la direzione di Maurizio Rinaldi e di Franca Valeri, nonché del concorso per "Voci verdiane" in Busseto (Parma) diretto dal Maestro Carlo Bergonzi debutta quale baritono in diverse produzioni.

## Discografia 45 giri

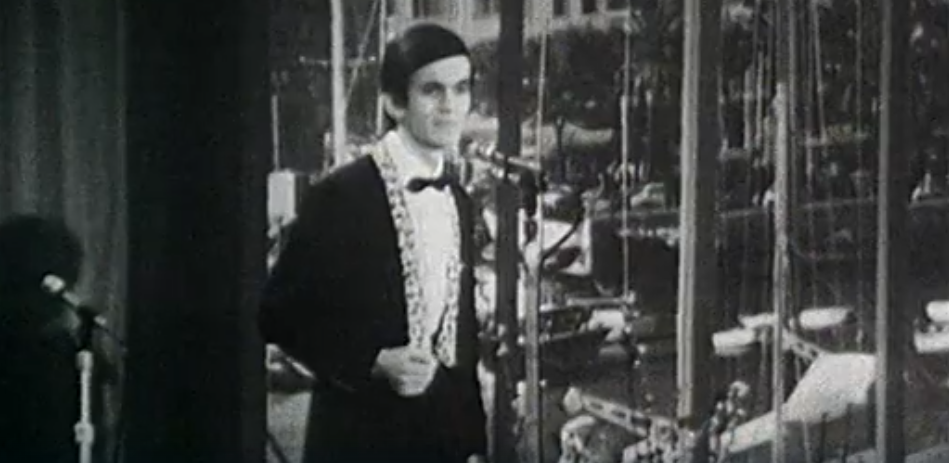
Elio Gandolfi nella prima serata del Festival di Sanremo 1969

- 1968 - La vita/Il giorno dell'amore (Carosello Records, CI 20195), uscito anche in Spagna
- 1968 - Hair (Capelli)/Acquario (Aquarius) (Carosello Records, CI 20215)
- 1968 - Un anno di più (Young Girl)/Un uomo di spalle (Carosello Records, CI 20201)
- 1969 - La rueda de la vida/Piccola Ingrid (Belter, 07-582)
- 1969 - Il sole è tramontato/Carezze (Carosello Records, CI 20221)
- 1969 - Ieri, oggi, domani/I giorni tuoi, le notti mie (Carosello Records, CL 20244)
- 1969 - Non c'è nessuno (che mi vuole bene)/Cari amici aspettatemi (Carosello Records, CI 20210)

## Apparizioni
- 1968 - Festival di San Remo 1968 (Seven Seas, SR 180) con il brano La vita
- 1968 - 1968 Festival Sanremo - Canciones ganadoras (Velvet, L.P. - 1411) con il brano La vita, uscito in Venezuela
- 1969 - Festival di San Remo 1969 (Seven Seas, GW-17) con il brano Il sole è tramontato
- 1969 - Sanremo '69 (Disques Festival, fldx 458) con il brano Il sole è tramontato, uscito in Francia
- 1991 - Italia - Les plus grands succès du festival de San Remo (Sigla, 674611) con il brano La vita
- 1993 - Red Ronnie presenta "Quei favolosi anni '60" (Fabbri Editori, QFAS 21) con il brano La vita
- 1993 - Red Ronnie presenta "Quei favolosi anni '60" (Fabbri Editori, QFAS 27) con il brano Acquario (Aquarius)
- 1993 - Red Ronnie presenta "Quei favolosi anni '60" (Fabbri Editori, QFAS 28) con il brano Un anno di più
- 1993 - Red Ronnie presenta "Quei favolosi anni '60" (Fabbri Editori, QFAS 70) con il brano Hair (Capelli)
- 1993 - Boulevard des Italiens (Arcade, 674611) con il brano La vita, uscito in Belgio
- 1995 - Anni 60 Vol. 1 (Carosello Records, 300 557-2) con il brano La vita
- 1996 - Mega Italia (Arcade, 3008002) con il brano La vita, uscito in Francia
- 1998 - Beat 600 - 60's & 70's Golden Nuggets Tracks (Mercury Records, QFAS 27) con il brano Acquario (Aquarius)
- 2001 - Mo'plen 4000 - Glamorous Boogie Grooves for a Fashion Lifestyle (Irma Records, IRMA 504368-1) con il brano Acquario (Aquarius)
- 2003 - Stasera shake! - 18 Italian Floor Shakin' R'n'Beat Jewels!!! (Boss-A-Tone Records, B.A.T. 001) con il brano Hair (Capelli)
- 2003 - Mega Italia - Les plus belles chansons italiennes (Wagram Music, 3082552) con il brano La vita, uscito in Francia
- - Successi Italian di 60' Vol. 5 - con il brano La vita